# Simon Fairweather
Simon John Fairweather (Adelaide, 9 ottobre 1969) è un arciere australiano.

## Carriera
Ha vinto la medaglia d'oro olimpica nel tiro con l'arco alle Olimpiadi 2000 di Sydney nella gara individuale. Ha partecipato alle Olimpiadi 1988, 1992, 1996, 2000 e 2004.
Ha vinto anche due medaglie ai campionati mondiali: una d'oro nel 1991 nella gara individuale e una di bronzo anch'essa nel 1991 nella gara a squadre.
Era sposato con la triatleta Jackie Gallagher, morta suicida nel 2014.

## Palmarès
- Giochi olimpici

Sydney 2000: oro nella gara individuale.
- Mondiali

Cracovia 1991: oro nella gara individuale, bronzo nella gara a squadre.
- World Games

Chengdu 2025:argento nell'arco nudo.